# Izaht
Izath és una òpera en quatre actes composta per Heitor Villa-Lobos sobre un llibret de Fernando Azevedo Júnior i Epaminondas Villalba Filho (pseudònim del compositor). Composta entre 1912 i 1914, es va estrenar el 1940 com a oratori i el 1958 com a òpera, en tots dos casos al Theatro Municipal do Rio de Janeiro. L'òpera és la unió de dos anteriors Aglaia i Elisa.